# Charles Cherpin

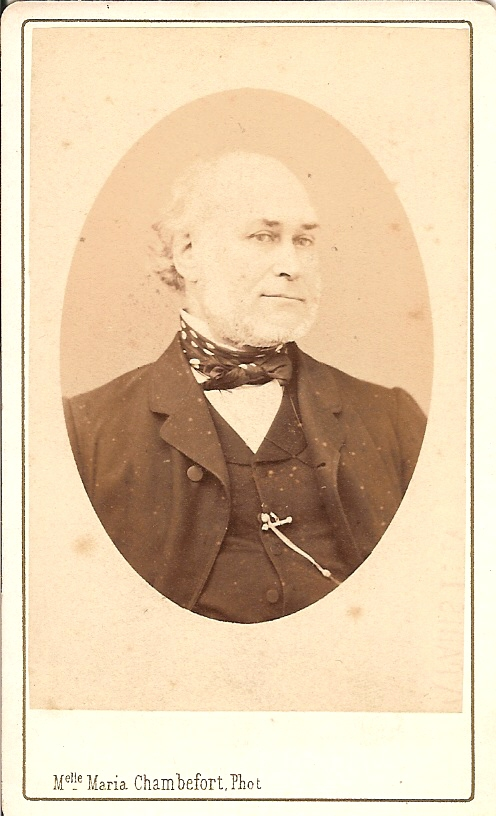
Charles CHERPIN en 1860

Charles Cherpin (de son nom de naissance Antoine Charles Cherpin), né le 8 mars 1813 à Sévelinges (Loire) et mort le 12 novembre 1884 à Roanne (Loire), est un homme politique français.

## Biographie

### Famille
Charles Cherpin est issu d'une famille de marchands originaire de la commune de Thel dans le Rhône.
Il est le fils de Claude-Marie-Marcel Cherpin (1779-1868), propriétaire fabricant de cotonne, fondateur des Tissages Cherpin ainsi que Maire de Sévelinges de 1816 à 1843 et d'Antoinette Perrin(1784-1849). Son grand-père Antoine Cherpin (1760-1838) fut également Maire de Sévelinges en 1791, élu Agent municipal en 1798 et son arrière grand-père Claude Cherpin (1719-1789) Syndic de Sévelinges en 1768.
Charles Cherpin est le cinquième d'une fratrie de dix enfants (cinq garçons et cinq filles). La famille est étroitement associée à l'extension rapide du tissage à Roanne sous le Second Empire. L'un de ses frères, Jean-Marie Cherpin (1810-1875) sera Président de la chambre de commerce de Roanne (1866-1868). Un  autre Pierre Cherpin (1818-1874) est un chimiste reconnu, inventeur en 1862 du Vert d'aldéhyde ou vert d'aniline (vert lumière) avec son application comme colorant dans l'industrie textile.

### Carrière
Il fait des études de droit à Paris puis appartient à la magistrature. En 1840, il devient avocat au barreau de Roanne et le reste jusqu’au 22 décembre 1880. Il est bâtonnier de l’ordre à trois reprises en 1840, 1855 et 1868.
Charles Cherpin, candidat républicain, est élu le 8 juillet 1871 avec 46,489 voix sur 75,080 votants, représentant de la Loire à l'Assemblée nationale, l'option du général Trochu pour un autre département ayant laissé une place vacante.
« Je crois que le système républicain est le plus propre à atteindre le but, parce qu'étant la loi par tous il doit être la loi pour tous, et qu'il tient la porte grande ouverte à toutes les améliorations sociales que la discussion et le temps ont rendues possibles. » avait-il dit dans sa profession de foi.
Il s'inscrit à la gauche modérée.
Charles Cherpin est élu le 8 octobre 1871, conseiller général de la Loire pour le canton de Saint-Haon-le-Châtel, il le restera jusqu'en 1877. Il est aussi conseiller général du canton de Néronde de 1877 à 1880.
Il est réélu député de la 1re circonscription de Roanne, le 20 février 1876 avec 9,705 voix, face à Claude Victor Louis Stanislas Genton, ancien député bonapartiste qui obtient 5,083 voix sur 14,844 votants.
À la Chambre des députés, il suivit la même ligne politique que son mandat précédent et signe le manifeste des 363.
Charles Cherpin est réélu député de la Loire le 14 octobre 1877, avec 10,132 voix face à Francisque-Joseph Ramey de Sugny ancien représentant avec 5,299 voix sur 15,515 votants.
Il s'associe aux votes de la majorité républicaine et est en décembre 1878, rapporteur du projet de loi sur l'organisation de l'enseignement secondaire des jeunes filles.
Charles Cherpin est nommé président du Conseil général de la Loire de 1872 à 1873 puis du 4 mai 1877 à 1880.
Le 5 janvier 1879, il est élu sénateur de la Loire, le département de la Loire lui a donné 275 voix sur 390 votants. Dans cette nouvelle assemblée, Charles Cherpin, intentionnellement, ne se fait inscrire à aucun groupe ; il vote le plus souvent avec le centre-gauche, notamment, au Congrès
Il prend surtout une part active à la discussion du tarif des douanes en 1881, en ce qui concerne les armes de Saint-Etienne et les filés de coton. Charles Cherpin a même à cette occasion, apporté à la tribune une quantité innombrable d'échantillons d'étoffes, destinés à corroborer les arguments qu'il fait valoir. À cette occasion, les journaux de l'époque rapportent : « Son zèle fut même un peu bizarre; pour corroborer les arguments qu'il faisait valoir, il avait apporté toute une kyrielle d'échantillons et transformé la tribune du sénat en un rayon de blanc et draperies ».
Ami du Président de la République A. Thiers, "riche et très considéré" Charles Cherpin était un habitué des salons parisiens fréquentant les poètes parnassiens comme Catulle Mendès...
Il meurt à Roanne le 12 novembre 1884.

### Hommage
Une rue porte son nom depuis 1924 à Saint-Étienne : la rue Cherpin.

## Mandats et fonctions

### Mandats parlementaires
- 2 juillet 1871 - 7 mars 1876 : Député de la Loire
- 20 février 1876 - 25 juin 1877 : Député de la Loire
- 14 octobre 1877 - 5 janvier 1879 : Député de la Loire
- 5 janvier 1879 - 12 novembre 1884 : Sénateur de la Loire

### Mandats locaux
- 8 octobre 1871 - 1877 : Conseiller général du canton de Saint-Haon-le-Châtel
- 1877 - 1880 : Conseiller général du canton de Néronde
- 1872 - 1873 : Président du Conseil général de la Loire
- 4 mai 1877 - 1880 : Président du Conseil général de la Loire

## Sources
- « Charles Cherpin », dans Adolphe Robert et Gaston Cougny, Dictionnaire des parlementaires français, Edgar Bourloton, 1889-1891 [détail de l’édition]
- Dictionnaire de biographie française, tome VIII, p. 1027, Paris, 1959
- Gustave Vapereau, Dictionnaire universel des contemporains, p. 419, 5e édition, Hachette, Paris, 1880